# Daniel Zimmermann
Pour les articles homonymes, voir Daniel Zimmermann (homonymie) et Zimmermann.
Daniel Zimmermann, né le 2 janvier 1974 à Châtenay-Malabry, est un tromboniste, tubiste, arrangeur et compositeur français.

## Biographie

### Débuts
Ayant commencé l’étude du trombone à l'âge de huit ans, à la suite de la découverte de Scott Joplin, Louis Armstrong et Jack Teagarden, il passe ses années d’apprentissage à écumer les cafés-concerts et les scènes dites de « musiques actuelles » avec ses groupes de funk, l'un dédié aux compositions originales, Duckbill, l’autre, Lady Groove, aux reprises des « grands » de la soul music. 
Après avoir commencé à apprendre l’improvisation et l’arrangement dans ce contexte, il rencontre Guy Figlionlos, qui sera son professeur pendant trois ans, puis intègre le Conservatoire national supérieur de musique et de danse de Paris en 1997. Il se produit régulièrement pendant quelques années avec le groupe de chanson satirique électro-pop « les Saint-Sauveurs ». Ensuite, en pleine mode salsa, il joue avec les groupes Mambomania, Caravana, Azucar, Mosquito, Perco Bebey puis plus tard avec Sergent Garcia (entre 2001 et 2004).

### Années 2000
Après une tournée d’un an avec le groupe reggae Mister Gang, il quitte définitivement le CNSM en 2000 pour s’engager dans un an et demi de tournée avec Claude Nougaro, spectacle dont témoigne un double album live et un DVD enregistrés au Théâtre des Champs-Élysées en 2001.
Parallèlement, il s’occupe de faire avancer ses propres projets : le groupe Spice Bones obtient le deuxième prix d’orchestre au Concours national de jazz de La Défense en 1999[réf. nécessaire] et enregistre un album en 2001. Le Zimmermann / de Pourquery Quintet obtient le premier prix d’orchestre au Concours de La Défense en 2002 et enregistre deux albums (2000 et 2003), avant d'évoluer vers une mouture plus rock, DPZ, avec un album sorti en mars 2009, couronné d'un « choc » par le mensuel Jazzman, et élu « disque de l'année » par Jazz Magazine.
Il joue avec Le Sacre du tympan de Fred Pallem, en trio avec le guitariste Manu Codjia et l’accordéoniste Vincent Peirani. Il fait partie du « Maraboutik Band » de Manu Dibango, du quintet de Simon-Spang Hansen, du projet gnawa-fusion de Karim Ziad, du septet de Jacques Vidal et du sextet du saxophoniste libanais Toufic Farroukh.

### Années 2010
Il sort son premier album sous son nom en mai 2013, intitulé Bone Machine, disque salué unanimement par la critique
 : sélection mensuelle Fip, ainsi que disque de l'année Classica/l'Express. À la suite de cela, il est nommé aux Victoires du jazz 2014. Deux ans plus tard, « Montagnes Russes », aux influences très pop et funk, produit par Label Bleu, récolte toutes les distinctions de la presse spécialisée ("Choc" Jazz magazine, "Indispensable" Jazz News, "Must" TSF, Sélection FIP...). Les deux projets, aux line up proches (Julien Charlet, Jérôme Regard, Maxime Fougères puis Pierre Durand) se produiront énormément sur scène,. En 2019, c'est la sortie de "Dichotomie's", toujours chez Label Bleu, plus avant-gardiste et avec une instrumentation originale (Rémi Sciuto au saxophone basse, Benoit Delbecq et Franck Vaillant), récompensé notamment par 4 étoiles Jazz Mag, "Élu" Citizen Jazz, "Oui" Culture Jazz, "Hit" Couleurs Jazz.  
Pendant ces années, il se fait particulièrement remarquer par ailleurs au sein du 4tet d'Éric Séva, mais aussi des projets "the Source" et "Tribute to Art Blakey" de Tony Allen, avec Nguyen Lê, Jacques Vidal, Samy Thiébault ou Thierry Maillard, ainsi qu'avec le groupe toulousain Nilok 4tet, qui sort un album "Nilok 4tet & Daniel Zimmermann". En 2019, il intègre le programme "Dancing in your head(s)" de l'Orchestre National de Jazz de Frédéric Maurin, et sort toujours chez Label Bleu l'album "Dichotomie's" avec notamment Benoit Delbecq au piano .

### Années 2020
Il continue sa participation à l'Orchestre National de Jazz de Frédéric Maurin, dans le programme Ex Machina. En 2022, Daniel Zimmermann sort un album sur la musique de Serge Gainsbourg, dans lequel il essaye de se démarquer de la musique originale, tout en la respectant. Il est entouré des mêmes musiciens que pour l'album "Montagnes Russes", à savoir Pierre Durand (guitare), Jérôme Regard (basse) et Julien Charlet (batterie), avec Erik Truffaz en invité. L'album est de nouveau nommé aux Victoires du Jazz, comme disque de l'année, en 2023. 

### Autres collaborations
Il a également joué : 
- en grande et moyenne formation avec Wynton Marsalis, George Russell, l’ONJ de Franck Tortiller, Andy Emler Megaoctet, Laurent Cugny Big Band Lumière, Michel Legrand, François Jeanneau Pandemonium, Ivan Jullien, Andreas Schaerer, Ping Machine, le Surnatural Orchestra, Christophe Dal Sasso, Laurent Mignard, Antoine Hervé, Cotonete, Gérard Badini, Ricky Ford, Jean-Loup Longnon, Stéphane Guillaume, les Big Bands de Bertrand Chapelier et Laurent Mignard, Gilles Réa et Ludovic de Preissac, l’orchestre Franco-Allemand d’Albert Mangelsdorff et Jean-Marie Guédon... 
- en plus petite formation, avec Archie Shepp, Sylvain Beuf, Christophe Monniot, Thomas de Pourquery & Supersonic, Thomas Naim, Jean-Marie Ecay, Paco Séry, Csaba Palotaï, Ozma, Marc Thomas, Hervé Sellin, David Patrois, Franck Dadure, David Sauzay, Frédéric Monino, Frank Wolf, Mokhtar Samba, Élisabeth Kontomanou, Nicolas Folmer, Sixun, David Linx, Jef Sicard, Ozma, Frédéric Monino...
- dans le domaine des musiques du monde, avec Étienne M'Bappé, Tânia Maria, Mayra Andrade, Klezmer Nova, Meddy Gerville, Tony Chasseur, Najat Aâtabou... 
- dans le monde de la chanson et des musiques actuelles, il a travaillé pour Metronomy, Sophie Hunger, Johnny Hallyday, Jacques Higelin, Kent, Bernard Lavilliers, Asa, Charles Aznavour, Paris Combo, Jean-Louis Aubert, Patrick Bruel, Lou Doillon, -M-, Alain Souchon, Dave, Maurane, Julien Clerc, Feist, Aaron, Calogero, Carmen Maria Vega, Beat Assaillant, les Brigitte, Supermen Lovers, Gus Gus, Airship, Zaz, Hopus Pocus, Garou, Alizée, Christophe Maé, Enrico Macias, Spleen, Inna Modjia, Imany, Aldebert, Nana Mouskouri, Jun Miyake, Dominique Dalcan, Tom Poisson, Nicolas Ducron, Karpatt, Ignatus, Meiway, Adanowsky, UHT, Uminski, Emma Daumas ...
Il a joué avec l'Ensemble de cuivres de Paris, ainsi que dans la création contemporaine du musée du Louvre « Larmes de Clown », de Frédéric Verrières, ou avec Jérôme Savary. Il a également composé et interprété avec Maxime Fougères une musique pour le film The Scarlett Letter lors d'une création au musée d'Orsay. Il a par ailleurs enregistré de multiples musiques de film, ainsi que pour la télévision ou la publicité.

### Distinctions / récompenses
Nommé aux Victoires du jazz 2014 (catégorie « révélations ») et 2023 (catégorie « album de l'année » pour "L'homme à tête de chou in Uruguay") , il a auparavant obtenu le premier prix de soliste au concours national de jazz de la Défense et le premier prix de groupe avec le "Zimmermann / de Pourquery quintet" en 2002, et fait partie des « Jazz à Juan Révélations », catégorie « jazz instrumental » en 2006.